# 中田ちさと
中田 ちさと（なかた ちさと、本名及び旧芸名：中田 千智（読み同じ）、1990年〈平成2年〉10月8日 - ）は、日本のタレント、アイドル。女性アイドルグループ・AKB48の元メンバー。埼玉県春日部市出身。

## 略歴
2006年
2月、AKB48第二期追加メンバーオーディションに落選。
11月、AKB48第三期追加メンバーオーディションに落選。
12月2日、アイドルユニット『ゆめ☆たまご』の一員としてデビュー。
2007年
5月26日、ゆめ☆たまごを卒業。
5月27日、AKB48第一回研究生（4期生）オーディションに合格し、AKSに所属。
2008年
10月19日付でAKB48研究生よりチームAメンバーに昇格した。
2009年
12月、Mousaに所属事務所移籍。
2012年
5月から6月にかけて実施された『AKB48 27thシングル選抜総選挙』では37位で、ネクストガールズ入りを果たした。8月24日に開催された『AKB48 in TOKYO DOME 〜1830mの夢〜』初日公演において、チームKに異動することが発表された。9月18日に開催された『AKB48 29thシングル選抜じゃんけん大会』ではベスト16入りし、初のシングル表題曲選抜入りを果たした。11月1日、チームKに異動。チームKウェイティング公演のスターティングメンバーとして新チームでの活動を開始する。
2014年
2月24日、Zepp DiverCityで開催された『AKB48グループ大組閣祭り』において、チームAへの異動が発表される。4月24日、チームAへ異動。
5月29日、体調不良により検査を受けたところ、胸膜炎を発症していることが判明。療養のためAKB48としての活動を一時休止していた。7月4日のチームA公演で復帰。
2015年
3月26日、さいたまスーパーアリーナで行われた『AKB48春の単独コンサート〜ジキソー未だ修行中！』において、チームKへの異動が発表される。9月30日、Mousaとの契約満了。10月1日、AKSへ復帰。
2017年
2月23日、AKB48劇場で行われた『僕の太陽』公演において、AKB48を卒業することを発表した。
4月24日、卒業公演を行い、AKB48として活動を終了。
2019年
3月31日、はまぐちコントサークル～企画編～第12回スナックうめこスペシャル～にて、メンテナンスに22号として加入。
2022年
2月2日、栗山夢衣とともにユニットを組むことを発表。ユニット名を一般公募し、2月12日に「Floche Cream」（フロッシュクリーム）に決定したことを発表した。4月6日に1stシングル『初恋2ショット』でデビュー。
2023年
4月24日、結婚を報告。

## 人物
元星のオトメ歌劇団の中田麻日を姉にもつ。
小学校時代は吹奏楽部、中学3年間はバレーボール部に所属していた。
プロレスリング・ノアの丸藤正道のファン。2012年にFIGHTING TV サムライの番組『速報!バトル☆メン』で共演した時は緊張しっ放しだったという。
食べ物に関しては好き嫌いが多く、嫌いな食べ物のほとんどが食わず嫌い。
ハムスターを2匹飼っている。

### AKB48
キャッチフレーズは「若さだけがアイドルではない、大人の魅力で勝負します」。以前は「ふんわりわたあめのようなあまい女のコになりたい」だった（このキャッチフレーズは後にAKB48の後輩の久保怜音に引き継がれている）。
オーディションを受ける契機となったAKB48の曲は『禁じられた二人』。
AKB48で一番好きなメンバーとして片山陽加、一番の相談相手として内田眞由美の名前を挙げている。
佐藤すみれとは、サンリオのマイメロディが好きな者同士ということから「ちぃめろ」「すーめろ」と呼びあっていた。
高校時代、1学年下に小林香菜が在籍していた。
村山彩希からは恩人として慕われ、2025年5月に行われた村山の卒業コンサートにゲストとして登場し、『夕陽を見ているか?』を共に歌唱した。
2012年12月21日に放送された『ミュージックステーションスーパーライブ』において『永遠プレッシャー』を披露した際、ポジション移動のため走ったときに紙吹雪の塊を踏み滑って転倒した一部始終が映った。本人はブログで「一瞬の出来事だったけどなんか長く感じた」と綴っている。
小嶋陽菜の卒業日翌日の2017年4月20日から自身が卒業する24日まで、AKB48メンバーで最年長だった。

## AKB48在籍時の参加楽曲

### シングルCD選抜楽曲
- 『ロマンス、イラネ』に収録
  - ロマンス、イラネ（ひまわり 2nd 2.1 Mix）
- 『大声ダイヤモンド』に収録
  - 大声ダイヤモンド（研究生 ver.）
- 『RIVER』に収録
  - ひこうき雲 - 「シアターガールズ」名義
- 『ポニーテールとシュシュ』に収録
  - 僕のYELL - 「シアターガールズ」名義
- 『Beginner』に収録
  - 泣ける場所 - 「DIVA」名義
- 『チャンスの順番』に収録
  - 胡桃とダイアローグ - 「チームA」名義
- 『桜の木になろう』に収録
  - エリアK - 「DIVA」名義
- 『Everyday、カチューシャ』に収録
  - 人の力 - 「アンダーガールズ」名義
- 『風は吹いている』に収録
  - Vamos - 「アンダーガールズ ばら組」名義
- 『上からマリコ』に収録
  - 隣人は傷つかない - 「Team A」名義
- 『GIVE ME FIVE!』に収録
  - ユングやフロイトの場合 - 「スペシャルガールズC」名義
- 『真夏のSounds good !』に収録
  - 3つの涙 - 「スペシャルガールズ」名義
- 『ギンガムチェック』に収録
  - ドレミファ音痴 - 「ネクストガールズ」名義
- 『UZA』に収録
  - スクラップ&ビルド - 「Team K」名義
- 永遠プレッシャー
- 『So long !』に収録
  - 夕陽マリー - 「大島Team K」名義
- 『さよならクロール』に収録
  - How come ? - 「Team K」名義
- 『ハート・エレキ』に収録
  - 細雪リグレット - 「Team K」名義
- 『前しか向かねえ』に収録
  - 恋とか…
- 『ラブラドール・レトリバー』に収録
  - 君は気まぐれ - 「Team A」名義
- 『希望的リフレイン』に収録
  - 従順なSlave - 「Team A」名義
  - Reborn - 「チームサプライズ」名義
- 『唇にBe My Baby』に収録
  - お姉さんの独り言 - 「Team K」名義
- 『翼はいらない』に収録
  - 哀愁のトランペッター - 「Team K」名義

### アルバムCD選抜楽曲
- 『神曲たち』に収録
  - 君と虹と太陽と
- 『SET LIST〜グレイテストソングス〜完全盤』に収録
  - あなたがいてくれたから
- 『ここにいたこと』に収録
  - Overtake - 「Team A」名義
  - ここにいたこと - 「AKB48+SKE48+SDN48+NMB48」名義
- 『1830m』に収録
  - Hate - 「Team A」名義
  - 青空よ 寂しくないか? - 「AKB48+SKE48+NMB48+HKT48」名義
- 『次の足跡』に収録
  - 共犯者 - 「Team K」名義
- 『ここがロドスだ、ここで跳べ!』に収録
  - Oh! Baby! - 「高橋Team A」名義
- 『0と1の間』に収録
  - 愛の使者 - 「Team K」名義

### 劇場公演ユニット曲
ひまわり組 2nd Stage「夢を死なせるわけにいかない」
- 記憶のジレンマ（佐藤由加理のスタンバイ）

チームA 4th Stage「ただいま恋愛中」リバイバル公演
- 帰郷（篠田麻里子のアンダー）

研究生「ただいま恋愛中」公演
- 帰郷

チームA 5th Stage「恋愛禁止条例」
- 真夏のクリスマスローズ（篠田麻里子休演時には篠田ポジションで出演）
- 黒い天使（前田敦子休演時に藤江れいなのユニットアンダー）

チームB 3rd Stage「パジャマドライブ」
- パジャマドライブ（北原里英不在時に渡辺麻友のアンダー）

チームB 4th Stage「アイドルの夜明け」
- 残念少女（渡辺麻友のアンダー）

THEATRE G-ROSSO「夢を死なせるわけにいかない」公演
- Confession（秋元才加・大家志津香のスタンバイ）

チームA 6th Stage「目撃者」
- ☆の向こう側
- 腕を組んで（倉持明日香のユニットアンダー）

大島チームK ウェイティング公演
- Glory days （チームS 2nd Stage「手をつなぎながら」公演、中西優香のポジション）
- キャンディー（チームB 5th Stage「シアターの女神」公演、増田有華のポジション）

チームKウェイティング公演II「最終ベルが鳴る」公演
- おしべとめしべと夜の蝶々

チームA「恋愛禁止条例」公演
- ハート型ウイルス（宮脇咲良のアンダー）
- ツンデレ!（中西智代梨のアンダー）
- 真夏のクリスマスローズ（入山杏奈・中村麻里子・市川愛美のアンダー）

岩本輝雄「青春はまだ終わらない」公演（公演メンバーだが、ユニット曲出演はなし。）
田原総一朗「ド〜なる?!ド〜する?!AKB48」公演
- 1994年の雷鳴（チームサプライズ 「重力シンパシー」公演、篠田麻里子のポジション、野澤玲奈のアンダー）

チームK 8th Stage「最終ベルが鳴る」公演
- おしべとめしべと夜の蝶々（永尾まりやのアンダー、永尾の卒業公演後はレギュラーポジション）

チームB 7th Stage「ただいま恋愛中」公演
- 純愛のクレッシェンド（岩佐美咲のアンダー）

リバイバル公演「僕の太陽」
- 向日葵（市川愛美・込山榛香のスタンバイ）

## 作品
2014年
- Happy Together〜この場所で〜（イオンレイクタウンのイメージソング、未音源化）[38]

## 出演

### テレビドラマ
- マジすか学園 最終話（2010年3月26日、テレビ東京） - 馬路須加女学園生徒 役
- マジすか学園2 第4話・最終話（2011年5月6日・7月1日、テレビ東京） - チサト 役
- So long ! 第2夜（2013年2月12日、日本テレビ）
- ショムニ2013 第3話（2013年7月24日、フジテレビ） - ギャラクティッカ3姉妹 役[注 1]

### その他のテレビ番組
- AKBINGO!（2008年11月19日 - 不定期出演、日本テレビ）
- すイエんサー（2009年9月15日・11月3日、NHK教育）
- 週刊AKB（2010年3月19日 - 2012年11月30日　不定期出演、テレビ東京）
- PigooRadio〜Mousa（2011年4月18日 - 、PigooHD）
- 有吉AKB共和国（2011年10月6日 - 不定期出演、TBS）
- AKB48コント「びみょ〜」（2011年11月3日・11月24日、ひかりTV）
- AKB48のあんた、誰?（2012年4月9日 - 不定期出演、NOTTV）
- AKB48ネ申テレビ（ファミリー劇場）
  - Season12（2013年5月19日･5月26日）
  - Season14（2014年3月16日）
- MINAMI ON!（2013年7月13日 -、IBC岩手放送） - イオンモール盛岡南の情報を紹介する約5分の番組。2代目ナビゲーター[要出典]。
- 超時空彩の国S.T.M（2018年10月4日 - 12月27日、テレビ埼玉） - MC[39]
  - シーズン2（2019年4月2日 - 、テレビ埼玉） - MC

### 映画
- ハル・ミヤコ&ビッグフット対デス・キャピトロン（2010年12月、ミュージックシネマズジャパン） - ミレイ 役[要出典]
- 武蔵野線の姉妹（2012年11月17日、アイエス・フィールド） - 主演・英由良 役（加藤夏希・仲谷明香とのトリプル主演）[40]

### 舞台
- 最初の晩餐（2012年11月22日 - 25日、ニッポン放送IMAGINEスタジオ） - 主演・倉田さゆり 役[41]
- ユーキース・エンタテインメント 第8回プロデュース作品『第1回園田英樹演劇祭』「カナリア」（2013年3月27日 - 4月4日、小劇場「楽園」）
- 劇団コラソン 第25回公演「オーマイガッ!」（2013年5月14日 - 19日、タイニイアリス）
- ROUTE30 第4回公演「るるる♪」（2013年9月11日 - 15日、笹塚ファクトリー）
- 劇団コラソン 第30回公演「先輩かっけ～っす!リターンズ」（2014年2月26日 - 3月2日、タイニイアリス） - さやか 役[要出典]
- 劇団コラソン 第31回公演『桜田ファミリア「朝日、劇団辞めるってよ」』（2014年9月20日 - 23日、ニッポン放送IMAGINEスタジオ)

### ラジオ
- AKB48 明日までもうちょっと。（2008年10月13日・2009年1月26日・7月6日、文化放送）
- ON8（2008年11月3日・2009年4月6日・10月26日・2010年1月18日、ベイエフエム）
- AKB48のオールナイトニッポン（2011年3月4日・5月28日・7月1日・12月2日、ニッポン放送）
- 雪崩式ブレーンバスターラジオ（2011年6月 - 2012年1月、Shinjuku-NET station） - 永島勝司とともにメインパーソナリティ[要出典]。
- まだまだゴチャ・まぜっ!〜集まれヤンヤン〜→オレたちゴチャ・まぜっ!〜集まれヤンヤン〜（2013年7月13日 - 2014年4月12日、MBSラジオ） - ヤンヤンガールズ（5期生）
- イオンレイクタウン presents 中田ちさとのちさトーク♪（2014年5月1日 - 2015年9月24日、エフエムナックファイブ） - The Nutty Radio Show おに魂木曜内コーナー（療養中は田名部生来が代理出演）
- らじたま（2017年10月15日〜、調布エフエム放送） - MC

### イベント
- ちぃちゃんさんぽ in 秋葉原（2012年5月26日、AKB48 CAFE&SHOP AKIHABARA シアターエリア）
- 星野明日香バースデーライブ目黒（2018年12月2日、目黒カラオケラウンジカフー）[42]

## 書籍

### 写真集
- ちぃちゃん→ちさと（2010年12月15日、ジャパンタイム テクニカルスタッフ） - 20thアニバーサリーフォトブック

### カレンダー
- 中田ちさと 2012年カレンダー（2011年11月19日、ハゴロモ）
- 卓上 中田ちさと 2013年カレンダー（2012年12月7日、ハゴロモ）
- 卓上 中田ちさと カレンダー2014年（2013年12月6日、ハゴロモ）